# Fat Princess Adventures
Fat Princess Adventures es un videojuego de rol de acción desarrollado por Fun Bits Interactive y distribuido por Sony Computer Entertainment para la PlayStation 4. Es la secuela de Fat Princess. Fue lanzado en Norteamérica y Europa el 5 de diciembre de 2015.

## Jugabilidad
A diferencia de su predecesor, Fat Princess Adventures es un juego hack and slash de mazmorras cooperativo de 4 jugadores. Los jugadores pueden alternar entre cuatro clases de personaje en cualquier momento, las cuales son Guerrero, Mago, Arquero e Ingeniero, cada una con sus habilidades y caminos de progreso únicos. En ciertos puntos del juego, las princesas servirán como guías no jugables para los jugadores, ayudando con ataques mágicos, hechizos de curación, y convirtiendo a los enemigos en pasteles.

## Recepción
Fat Princess Adventures ha recibido reseñas mixtas de parte de los críticos, alcanzando un puntaje de 66 de 100 en Metacritic, y 66,67% en GameRankings.
Mark Steighner de Hardcore Gamer le dio al juego un 4 de 5: «Fat Princess fue subversivo, políticamente incorrecto e inesperadamente complejo en estrategia y profundidad. Fat Princess Adventures cambia un poco de esa profundidad por un diseño directo más enfocado en la acción de RPG». Chris Carter de Destructoid calificó al juego con un 7/10: «Fat Princess Adventures es una distracción disfrutable para los fanes incondicionales del género hack and slash, pero ahora solo quiero un nuevo juego adecuado de Princess».